# ستوان کلمبو
کُلُمبو یا ستوان کلمبو (در انگلیسی: Columbo) نام مجموعه تلویزیونی جنایی آمریکایی بود که از سال ۱۹۷۱ تا ۱۹۷۸ به‌طور منظم و از سال ۱۹۸۹ تا ۲۰۰۳ به‌طور نامنظم پخش می‌شد.
بازیگر همیشگی این مجموعه پیتر فالک بود که به نقش «ستوان کلمبو» بازی می‌کرد. ستوان کلمبو، کارآگاه و مأمور کشف قتل در ادارهٔ جنایی پلیس لس آنجلس بود.